# Palaeoamasia
Palaeoamasia — вимерлий травоїдний ссавець із ряду ембрітопод, що робить його віддаленим спорідненістю зі слонами, сиренами та даманами. Скам'янілості Palaeoamasia були знайдені в турецьких відкладеннях формації Челтек, що датуються іпрським періодом. Має унікальні білофодонти верхніх молярів, синапоморфію ембрітопод.

## Опис
Про фізіологію палеоамазії відомо небагато. З іншого боку, сестринські таксони Arsinoitherium дуже добре задокументовані. Будова Arsinoitherium узгоджується з водними ссавцями, навіть якщо це наземні ссавці. Хребет Arsinoitherium припускає, що голова була піднята над плечима, що дозволяло ссавцю тримати голову над водою під час плавання. Однак крижові хребці не були зрощені, що ускладнювало утримання його великого тіла. Крім того, Arsinoitherium має короткі ноги з низьким колінним суглобом, що зводить ссавця до короткого кроку, що, як правило, ускладнює ходьбу.
Палеоамазія має унікальні гіпердиламдодонтні корінні зуби, що вказує на рослинну дієту. Ця похідна особливість наявності двох помітних поперечних гребенів на верхніх корінних зубах зустрічається лише у ембрітопод.